# Мадридско метро
Мадридско метро (на испански: Metro de Madrid) е метросистема, обслужваща Мадрид, столицата на Испания.
Първата отсечка, с дължина 8 км и 8 метростанции, е открита на 17 октомври 1919 г. под ръководството на Compañía de Metro Alfonso XIII. Има вече 3 отсечки към 1936 г. По време на гражданската война в Испания станциите са използвани за противовъздушни укрития.